# Morphodactyla potanini
Morphodactyla potanini is een keversoort uit de familie loopkevers (Carabidae). De wetenschappelijke naam van de soort is voor het eerst geldig gepubliceerd in 1889 door A.Semenov.